# Амхери
Амхери (груз. ამხერი) — село в Грузии, на территории Адигенского муниципалитета края (мхаре) Самцхе-Джавахети.

## География
Село находится в южной части Грузии, на южном склоне Месхетского хребта, к югу от реки Кваблиани, на расстоянии 3 километров (по прямой) к юго-юго-востоку от посёлка городского типа Адигени, административного центра муниципалитета. Абсолютная высота — 1458 метров над уровнем моря.

## Население
По результатам официальной переписи населения 2014 года, в Амхери проживало 97 человек (55 мужчин и 42 женщины). В национальной структуре населения грузины составляли 100 %.
| Год  | Население, человек |
| ---- | ------------------ |
| 2002 | 100                |
| 2014 | ↘ 97               |